# باولي آرباري
باولی آرباري (بالإنجليزية: Pauli Arbarei)‏، هي بلدية، في مقاطعة جنوب سردينيا، في إقليم سردينيا الإيطالي، وتقع على بعد حوالي 50 كم (31 ميل) شمال غرب كالياري، وحوالي 11 كم (7 ميل) شمال سانلوري.

## السكان
في سنة 1861 بلغ عدد السكان 433 نسمة، وتطور العدد ليصل في سنة 2011 لـ 651 نسمة.
يظهر هذا المخطط البياني تطور النمو السكاني لـ باولي آرباري